# روب هيلس
روب هيلس (بالإنجليزية: Rob Hayles) مواليد 21 يناير 1973 في بورتسموث، هو دراج إنجليزي سابق. سبق أن شارك في دورة الألعاب الأولمبية الصيفية وفاز بميدالية أولمبية.

## الميداليات
| الميدالية | المسابقة                       |
| --------- | ------------------------------ |
| فضية      | الألعاب الأولمبية الصيفية 2004 |
| برونزية   | الألعاب الأولمبية الصيفية 2004 |
| برونزية   | الألعاب الأولمبية الصيفية 2000 |

## وصلات خارجية
- الموقع الرسمي

## روابط خارجية
- روب هيلس على موقع الاتحاد الدولي للدراجات (الإنجليزية)
- روب هيلس على موقع أرشيف الدراجات (الإنجليزية)
- روب هيلس على موقع إحصائيات الدراجات الإحترافية (الإنجليزية)
- روب هيلس على موقع نسبة الدراجات (الإنجليزية)
- روب هيلس على موقع CycleBase (الإنجليزية)
- روب هيلس على موقع أوليمبيديا (الإنجليزية)
- روب هيلس على موقع اللجنة الأولمبية البريطانية (الإنجليزية)
- روب هيلس على موقع اتحاد ألعاب الكومنولث (مؤرشف) (الإنجليزية)
- روب هيلس على موقع دورة ألعاب الكومنولث 2006 (مؤرشف) (الإنجليزية)